# Ипсилон¹ Гидры
Ипсилон¹ Гидры (лат. υ¹ Hydrae), 39 Гидры (лат. 39 Hydrae), HD 85444 — двойная звезда в созвездии Гидры на расстоянии приблизительно 248 световых лет (около 76,2 парсек) от Солнца. Видимая звёздная величина звезды — +4,1m. Возраст звезды определён как около 290 млн лет.

## Характеристики
Первый компонент — оранжево-жёлтый гигант спектрального класса G6III, или G7III, или K0. Масса — около 3,343 солнечной, радиус — около 14,796 солнечного, светимость — около 143,921 солнечной. Эффективная температура — около 5063 K.
Второй компонент — красный карлик спектрального класса M. Масса — около 421,88 юпитерианской (0,4027 солнечной). Удалён в среднем на 2,236 а.е..